# アゲハ (斉藤和義の曲)
「アゲハ」は2000年2月23日に発売された斉藤和義18作目のシングル。

## 解説
斉藤は1999年、ユニット『SEVEN』での活動を経て、前作から1年2ヶ月振りにシングルを発売。本作からSPEEDSTAR RECORDSでの発売となる。

## 収録曲
全曲　作詞・作曲・編曲：斉藤和義
1. アゲハ（4：37）
テレビ朝日系『ビートたけしのTVタックル』エンディング・テーマ
2. Come on Quine（Live at ON AIR EAST 99.8.12）（2：53）
3. アゲハ（Acoustic Version）（4：15）